# Mesochra mexicana
Mesochra mexicana är en kräftdjursart som beskrevs av M. S. Wilson 1971. Mesochra mexicana ingår i släktet Mesochra och familjen Canthocamptidae. Inga underarter finns listade i Catalogue of Life.